# Le Condamné à mort (Maupassant)
Le Condamné à mort est une nouvelle de Guy de Maupassant, parue en 1883.

## Historique
Le Condamné à mort est initialement publiée dans la revue Gil Blas du 10 avril 1883, sous le pseudonyme Maufrigneuse.

## Résumé
Un homme tue sa femme à Monaco, il est condamné à mort. Le prince veut ratifier la sentence, mais il n’y a ni bourreau ni guillotine à Monaco, car c’est la première condamnation de ce type.
Le prince demande au gouvernement français de lui louer les services du bourreau : c'est seize mille francs pour le déplacement du bourreau et de la guillotine, trop cher. 
Le roi d’Italie demande douze mille francs, c’est encore trop cher. Le prince, en accord avec les juges, commue la peine en prison à perpétuité. On crée une geôle, on embauche un gardien et tout se passe bien.
Six mois plus tard, le prince trouve que la dépense est lourde, le prisonnier est jeune, cela va durer longtemps. On supprime le gardien, le prisonnier se gardera tout seul, un cuisinier du palais lui livrera ses repas.
Un jour où le cuisinier oublie le prisonnier, c’est ce dernier qui vient chercher sa nourriture, et bientôt pour faciliter la vie des cuisiniers, il vient chaque jour au palais. Peu après, il déjeune avec eux et, au retour, il s’arrête jouer au casino, mais chaque soir il rentre coucher dans sa cellule.
La justice décide de l’expulser de la Principauté pour faire cesser cette farce. L’homme refuse, puis accepte quand on lui donne une pension de six cents francs.
Depuis lors, la Principauté a pris un accord avec le gouvernement français : contre pension, les prisonniers sont logés dans une prison de la république.

## Éditions
- Le Condamné à mort, Maupassant, contes et nouvelles, texte établi et annoté par Louis Forestier, Bibliothèque de la Pléiade, éditions Gallimard, 1974  (ISBN 978 2 07 010805 3).